# Bruno Fernström

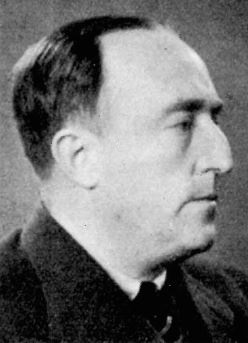
Bruno Fernström.

Bruno Ivanson Fernström, född 18 februari 1891 i Norrköping, död 24 juni 1962 i Brunnby församling, Malmöhus län, var en svensk läkare och konstnär.
Han var son till apotekaren Iwan Fernström och Alma Håkansson och från 1914 gift med filosofie kandidat Tora Andersson. Efter studentexamen i Västerås 1911 blev Fernström medicine kandidat 1916 i Uppsala och medicine licentiat 1921 i Stockholm. Han var underläkare vid Södertälje lasarett 1921–1924, t.f. lasarettsläkare där fyra månader 1922–1923, t.f. underläkare vid Maria sjukhus 1924–1925, underläkare där 1926–1929, därunder t.f. överläkare fyra månader, förste underläkare vid Borås lasarett 1929–1930, t.f. lasarettsläkare i Karlshamn 1930–1931, assistentläkare och t.f. underläkare vid Maria sjukhus röntgenavdelning två månader 1931, t.f. lasarettsläkare vid Gällivare lasarett fem månader 1931 samt slutligen lasarettsläkare där 1931–1933 och lasarettsläkare vid Härnösands lasarett 1933–1956. Han skrev artiklar med kirurgiskt innehåll. 
Vid sidan av sitt arbete som lasarettsläkare i Härnösand var Fernström verksam som konstnär. Hans konst består av tavlor med bibliska motiv. Fernström har varit representerad vid Härnösands lasarett och Maria sjukhus i Stockholm.  
Fernström var granne till Ingmar Bergman i Arild och de möttes i ett slags mystisk-religiös livsåskådning.